# Salvador Codina i Cabra
Salvador Codina i Cabra (Breda, 3 de juny del 1910 - Barcelona, 5 de gener del 1985) va ser compositor i violinista

## Biografia
S'introduí a la música de la mà del seu pare, Manuel Codina i Planas, trompetista aficionat. Estudià música a l'Escola Municipal de Música de Barcelona amb Josep Solsona (violí), el mestre Lamote de Grignon (harmonia, contrapunt i fuga) i Francesc Montserrat i Ayarbe (composició i orquestració). Tocà al Gran Teatre del Liceu i al teatre Tívoli, amb l'"Orquestra Filharmònica de Barcelona"; posteriorment formà part del "Quartet Clàssic Comtal" i fundà l'orquestra clàssica "La Nova Filarmónica". En paral·lel amb aquesta carrera d'àmbit europeu i hispano-americà, a la seva Breda natal, als anys 20, i juntament amb el pianista Josep Castanyer, acompanyava les sessions de cinema (mut, aleshores) que es feien a l'antic Casino de Breda i, posteriorment (1928-1942) hi formà el "Tercet del Casino" per animar les funcions de balls de saló dominicals. Durant la guerra organitzà a Barcelona una orquestra que tocava a hospitals i a recepcions militars. El 1970-1971 portà la direcció musical de la companyia teatral de Màrius Cabré, i posà música a algunes peces d'aquest autor polifacètic.
Com a compositor tingué un període destacat, els darrers anys 50, quan competí al festival de cançó de Menorca. Va ser autor de diverses sarsueles, i La Galeota va ser una de les darreres estrenada a Espanya. També compongué música lleugera -algun cop amb el pseudònim Paul Goyman-, música per a cobla i sardanes. D'aquestes darreres la Cobla Municipal Ciutat de Barcelona en va fer un disc que es reedità en diversos formats: casset i senzill. El 1973, Breda li dedicà un homenatge institucional, cosa a què Codina correspongué estrenant la sardana Breda, dedicada al poble.
La seva filla Maria Assumpció també es dedicà a la música.

## Obres
Selecció

- El amo del lagar (1929), sarsuela, estrenada el 1934 al Teatre Nou (Avinguda del Paral·lel)[2]
- Baila mi churumbel (1978), rumba
- Ball de gitanes de Breda (1928), per a cobla (comprèn les peces Cascavells i castanyoles. Primera entrada de ball; Montseny, contradansa; La Pintoresca, polca; El Castell de Montsoriu, passeig; La Despedida, vals-jota)
- Cançó blava (1971), amb lletra de Màrius Cabré
- La galeota (1948), sarsuela amb lletra de José Ramos Martín, estrenada al teatre Calderón de Barcelona[4][disc 2]
- Gitanerías (1976), rumba
- Gitano cubero (1975), cúmbia
- Melody (1976), música de Paul Goyman
- La niña de bronce (1940), sarsuela amb llibret d'Andrés de Prada, estrenada al teatre Nuevo de Barcelona[7]
- Pepa la guapa (1939), sarsuela amb llibret d'Andrés de Prada, estrenada al Teatre Principal Palacio de Barcelona
- Pica-pica (1973), polca
- Plegaria menorquina (1968), lletra d'Arcadi Gomila Pons
- Reverly (1973), música de Paul Goyman
- Rumbita (1973), lletra de Josep Vidal
- Saxoman (1972), per a lluïment de saxo, música de Paul Goyman
- Suspira mi trompeta (1974)
- Torito bravo, pasdoble
- Xoroi (1965), cançó amb lletra d'A. Gomila, enregistrada[disc 3]
- Vuelve a Menorca (1964), rock amb lletra d'A. Gomila

### Sardanes
- Amb els ulls al cel (1962), enregistrada[disc 1]
- Anella Mont Tàber (1963)
- Assumpteta (1961)[disc 1]
- Breda (1973)[disc 1]
- Les fonts de Barcelona, amb lletra de d'Emili Granier Barrera
- L'hereu Serrat (1962)[disc 1]
- Jo tornaré (1960), amb lletra de Francesc Pineda Verdaguer[disc 1]
- Lleidatana (1965), amb lletra de F. Pineda[disc 1]
- Llibres vells, lletra de M. Cabré
- El pollastret i la gallineta[disc 1]
- Primer aplec de Breda (1978)[disc 1]
- La sardana del cu-cut[disc 1]
- Sortint del niu (1964),[disc 1]
- La valiella (1960), amb lletra de F. Pineda

### Enregistraments
1. 1 2 3 4 5 6 7 8 9 10 11  Disc LP i casset Cobla Municipal Ciutat de Barcelona. L'aplec de Breda. Sardanes de Salvador Codina i Cabra.  Madrid: Columbia, 1979. Ref. DCS 15.142
2. ↑  Casset Quatre Vents. [Havaneres].  Barcelona: ECB, 1997. Conté, amb obres d'altres autors, una peça de La Galeota.
3. ↑  Disc senzill Sintes, Magda (veu); Solá, José (director). Xoroi.  Madrid: Columbia, 1972. Ref. MO-1267